# Pajusaari (ö i Lappland, Rovaniemi, lat 66,51, long 25,86)
Pajusaari är en ö i Finland. Den ligger i vattendraget Ounasjoki och i kommunen Rovaniemi i den ekonomiska regionen  Rovaniemi ekonomiska region  och landskapet Lappland, i den norra delen av landet, 700 km norr om huvudstaden Helsingfors. Öns area är 0,6 hektar och dess största längd är 160 meter i öst-västlig riktning.